# 비피도박테리움 롱굼
비피도박테리움 롱굼(Bifidobacterium longum), Reuter 1963는 비피도박테리움 (Bifidobacterium) 속의 한 종이다. 비피도박테리움 롱굼(Bifidobacterium longum) 은 인간의 위장관에 존재하는 그람 양성 유산균이며, 카탈라아제 음성, 막대 모양의 세균 및 비피 도박 테 리움 속 (Bifidobacterium) 속에 속하는 32 종 중 하나이다.

## 인체 내의 기능
비피도박테리움 롱굼(B. longum)은 사람의 위장관에 주요 서식지를 형성하며, 다른 비피도박테리움(Bifidobacterium) 종과 함께 유아의 위장관 박테리아 중 최대 90 %를 차지한다. 2002년에 비피도박테리움 Bifidobacterium, B. infantis, B. longum 및 B. suis이 발견되었을때, 이전에 별개의 종으로 판단되었던 3종은 각각 infantis, longum 및 suis라는 것이었으나, 이후 B. longum으로 명명된 단일 종으로 통합되었다. 이것은 3종의 DNA 유사성과 96s rRNA 유전자 서열 유사성이 97% 이상으로 분석되었기 때문이다.

## 같이 보기
- 프로바이오틱
- 미생물